# Chrysoprasis hispidula
Chrysoprasis hispidula là một loài bọ cánh cứng trong họ Cerambycidae.